# Castellanza
Castellanza é uma comuna italiana da região da Lombardia, província de Varese, com cerca de 14.570 habitantes. Estende-se por uma área de 6 km², tendo uma densidade populacional de 2428 hab/km². Faz fronteira com Busto Arsizio, Legnano (MI), Marnate, Olgiate Olona, Rescaldina (MI).

## Demografia
| Variação demográfica do município entre 1861 e 2011                               |
|                                                                                   |
| Fonte: Istituto Nazionale di Statistica (ISTAT) - Elaboração gráfica da Wikipedia |